# SBB Bm 4/4
Die SBB Bm 4/4 war eine schwere Rangierlokomotive der Schweizerischen Bundesbahnen SBB. Sie wurde durch die SBB Am 843 und die Aem 940 bis 2024 abgelöst.

## Geschichte
Die Lokomotiven wurden von der Schweizerische Lokomotiv- und Maschinenfabrik (SLM) in Winterthur und der Société Anonyme des Ateliers de Sécheron (SAAS) in Genf gebaut. Sie sollten auch als leichte Streckenlokomotiven zum Einsatz kommen können, um die vollständige Ablösung des Dampfbetriebes zu ermöglichen. Es bestand auch von Seiten des damaligen Eidgenössischen Volkswirtschaftsdepartementes (EVD) und des damaligen Militärdepartementes (EMD) ein Interesse, die fahrdrahtunabhängige Traktionsreserve auszubauen, deshalb beteiligte sich das EVD mit 60 % an den Herstellungskosten von 16 Lokomotiven und das EMD beteiligte sich an den Herstellungskosten von sechs Lokomotiven.
- 18401 bis 18406: gebaut 1960–1961, Länge über Puffer 12.650 mm
- 18407 bis 18426: gebaut 1964–1965, Länge über Puffer 12.650 mm
- 18427 bis 18446: gebaut 1968–1970, Länge über Puffer 13.150 mm

Der Zwölfzylinder-Dieselmotor Typ 12YD20TrTh wurde von SLM gebaut. Er ist mit zwei Abgasturboladern VTR 200 von Brown, Boveri & Cie. (BBC) und einer Ladeluftkühlung ausgerüstet. Der angeflanschte Gleichstromgenerator wurde von SAAS gebaut. Die Baugruppe bestehend aus Motor und Generator wurde auch in der Zweikraftlokomotive Eem 6/6 verwendet.

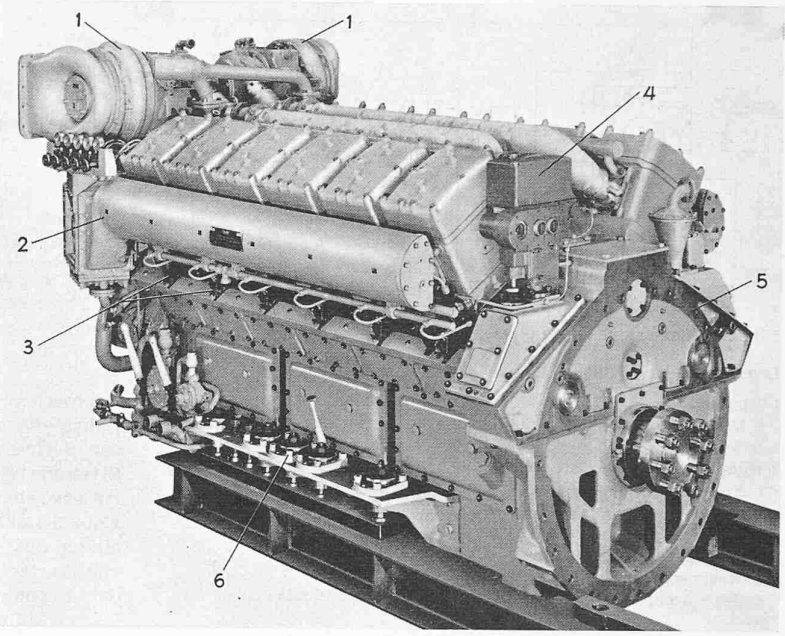
12-Zylinder-Motor 12YD20TrTh von SLM

## Verbleib
Die meisten Lokomotiven wurden abgebrochen. Per 27. August 2024 waren einige noch bei privaten Eisenbahnunternehmen im Einsatz:
- 18403 SERSA
- 18407 Swisstrain, Le Locle, vorher Gleisbau Müller
- 18415 Swissrail, Sion
- 18416 Swiss Rail Traffic
- 18424 Swisstrain, Le Locle, vorher Gleisbau Müller
- 18426 Swiss Rail Traffic
- 18430 SAJET, Yverdon
- 18435 Swissrail, Sion

nach www.rollingstockregister.ch